# Tararua
Tararua là một chi nhện trong họ Agelenidae.